# Forrester – Gefunden!
Forrester – Gefunden! (Originaltitel: Finding Forrester) ist ein US-amerikanisch-britisches Filmdrama aus dem Jahr 2000 über einen afroamerikanischen 16-Jährigen, der in einem zurückgezogen lebenden und verbitterten Weltklasseautor einen Mentor seiner außergewöhnlichen literarischen Fähigkeiten findet.

## Handlung
Der begabte Schüler Jamal Wallace lebt in der Bronx und besucht eine öffentliche Schule, bis nach einem staatlichen Test eine Privatschule auf ihn aufmerksam wird. In dieser Zeit lernt er den zurückgezogen lebenden William Forrester kennen. Dieser hat Jahrzehnte zuvor einen der bedeutendsten Romane des 20. Jahrhunderts geschrieben, seitdem jedoch kein weiteres Buch veröffentlicht.
Wallace und Forrester freunden sich an. Der Schriftsteller hilft dem Schüler, sein literarisches Talent zu entwickeln. Jamal schreibt übungshalber Texte, indem er den Titel und ersten Absatz von Texten Forresters übernimmt. Jamal reicht einen solchen Text bei einem Schreibwettbewerb der Schule ein. Es stellt sich aber heraus, dass Forresters Originaltext bereits vor Jahrzehnten veröffentlicht worden war. Wallace wird von dem missgünstigen Professor Crawford des Plagiats bezichtigt. Einzig die Erlaubnis des Originalautors könnte ihn vor einer Suspendierung retten, aber dafür müsste er sein Versprechen brechen, niemandem von seiner geheimen Freundschaft mit Forrester zu erzählen.
Jamal hält sein Versprechen. Obwohl Forrester seine Wohnung seit Jahren nicht mehr verlassen hat, erscheint er, auch für Jamal überraschend, in der Schule, um die Angelegenheit selbst aufzuklären. Forrester liest einen Text vor, als wäre er von ihm, woraufhin Prof. Crawford an Forresters Brillanz gar nicht zweifelt und nach dem Grund seines Besuchs fragt. Forrester erklärt daraufhin, dass Jamal sein Freund sei und er ihm die Erlaubnis erteilt habe, seinen Text zu verwenden. Weiterhin erklärt er, dass die vorgetragenen Worte von Wallace selbst stammen, und reicht anschließend, gegen den Protest von Crawford, diesen Text beim Wettbewerb ein. Crawford versucht letztmals die Situation für sich zu entscheiden, wird jedoch von der Schulleitung in die Schranken gewiesen. Wallace wird von jeglicher Schuld freigesprochen und sein Aufsatz angenommen.
Forrester fährt, von Wallace zu neuen Abenteuern ermutigt, in seine alte Heimat Schottland. Ein Jahr später erhält Wallace die Nachricht von Forresters Krebstod. In einem persönlichen Brief bedankt dieser sich bei Wallace dafür, dass er durch ihn zurück ins Leben gefunden habe. Außerdem liegt dem Schreiben das Manuskript seines zweiten Romans bei, mit der Bitte, das Vorwort zu schreiben.

## Hintergrund
Dem literaturbegeisterten Connery war dieser Film sehr wichtig. Er war als Co-Produzent auch auf der Berlinale 2001 zugegen. Die Figur des William Forrester ist an den amerikanischen Schriftsteller J. D. Salinger angelehnt.
In diesem Film trifft Sean Connery auf seinen alten Filmwidersacher F. Murray Abraham aus der Umberto-Eco-Verfilmung Der Name der Rose. Jamals Bruder, der angehende Musiker Terrell Wallace, wird von US-Hip-Hop-Star Busta Rhymes dargestellt. Matt Damon hat gegen Ende des Films einen Kurzauftritt als Rechtsanwalt.

## Kritiken
- Der Spiegel (9/2001) sieht in dem Film eine Variation zum Thema des Films Good Will Hunting, der ebenfalls von Gus Van Sant stammt.[1]
- Die Cinema (3/2001) bezeichnete den Film als „stimmungsvoll“.
- Der Stern (10/2001) lobte die Besetzung der Rollen als „brillant“, kritisierte aber die Längen des Films.
- Im Rolling Stone Magazin (20. Dezember 2000) bezeichnete Peter Travers den Film als „amüsant“ und „berührend“ (“funny and touching”).

## Auszeichnungen
Sean Connery wurde im Jahr 2001 für den Golden Satellite Award nominiert.
Rob Brown gewann den Young Artist Award und den Las Vegas Film Critics Society Award; für den Black Reel Award wurde er nominiert.

## Ähnliche Filme
Ein vergleichbarer Film mit ähnlicher Handlung, in der ein zurückgezogen lebender Einsiedler einem Jugendlichen schulische Nachhilfe gewährt, ist das Sozialdrama Der Mann ohne Gesicht mit Mel Gibson und Nick Stahl von 1993.